# Galo Vierge
Galo Vierge Santa Eufemia (Pamplona, Navarra 1906-1997). Obrero metalúrgico y escritor.

## Biografía
Obrero anarquista perteneciente a la CNT que fue detenido y maltratado a consecuencia del golpe de Estado de julio de 1936. Miembro de una familia de origen muy humilde, empezó a trabajar desde pequeño como maca (recadista) y acarreador de sacos. Posteriormente, entró a trabajar en una cerrajería donde fue aprendiendo el oficio de metalúrgico y pasó por otras empresas hasta recalar en Huarte y Cía., donde trabajaba ya antes de la guerra. Como trabajador en la fábrica de Huarte, fue elegido secretario del Sindicato Metalúrgico de la CNT y acudió al IVº Congreso del sindicato celebrado en Zaragoza en mayo de 1936.
La primera noche posterior al golpe la pasó escondido en algún piso del Casco Viejo junto a varios compañeros cenetistas. Fue detenido en Pamplona el 31 de julio a las seis de la tarde, cuando una patrulla de requetés le salió al paso a la vuelta del trabajo. Tras acudir al registro de su casa y la quema de los pocos libros que poseía, fue conducido al penal del Fuerte San Cristóbal. Sin embargo, poco antes de llegar, un capitán conminó a sus captores a que antes lo llevaran a la comisaría de la avenida Roncesvalles.
Pasó por el centro de detención de Escolapios y posteriormente, permaneció tres meses y medio en prisión. Durante todo ese periodo de tiempo estuvo a punto de ser fusilado en tres ocasiones, pero finalmente fue liberado gracias a la intercesión de alguna persona influyente. Poco tiempo después, una patrulla de falangistas trato de volver a detenerlo. Pero en aquella ocasión Vierge se negó a subir al coche y se libró de la detención, no sin antes ser amenazado.
Tras la guerra, abandonó toda actividad política y no volvió a ser miembro de la CNT. En los años 40, fue enviado por su empresa para participar en la reconstrucción de la Ciudad Universitaria de Madrid, que había resultado gravemente afectada durante la guerra.
Su producción bibliográfica cuenta con dos títulos. Por una parte, escribió sus memorias (Los culpables. Pamplona 1936) en 1942, “recién terminada la Guerra Civil española y en plena II Guerra Mundial”, aunque el texto permaneció ocultó hasta 1988 cuando fue finalmente revisado y publicado. Su libro constituye un testimonio directo de lo ocurrido en Pamplona durante el golpe de Estado y la guerra civil y es una de las fuentes más relevantes de aquellos amargos días.
Por otra parte, escribió Recuerdos y tragedia de dos repúblicas en España (1991) una obra histórica amateur, donde se intercalan hechos históricos con fragmentos autobiográficos. En el texto se pueden apreciar reflexiones sobre su pensamiento y sus impresiones personales.
Galo Vierge, además, fue un gran aficionado taurino y destacó como escritor de crónicas taurinas en el Pensamiento Navarro y también colaboró con Pregón, Vida Vasca, El Ruedo y la revista del Club Taurino de Pamplona. Su mujer, Dionisia Suescun, y él tuvieron cuatro hijos y finalmente falleció en Pamplona en 1997.

## Obra
- Los	culpables. Pamplona, 1936,	[1942], 1988. (Pamiela, 2010).
- Recuerdos	y tragedia de dos repúblicas en España,	1991.